# Tiselhagen
Tiselhagen este o arie protejată (arie specială de conservare — SAC, sit de importanță comunitară — SCI) din Suedia întinsă pe o suprafață de 12,3 ha, integral pe uscat.

## Localizare
Centrul sitului Tiselhagen este situat la coordonatele 57°42′53″N 18°39′49″E / 57.7146°N 18.6635°E.

## Înființare
Situl Tiselhagen a fost declarat sit de importanță comunitară în ianuarie 1997 pentru a proteja 1 specie de plante. Situl a fost protejat și ca arie specială de conservare în martie 2011.

## Biodiversitate
Situată în ecoregiunea boreală, aria protejată conține 1 habitat natural: Taiga vestică.
La baza desemnării sitului se află o specie protejată de  plante: dedițelul (Pulsatilla patens).